# Мечислав Танти
Мечѝслав Та̀нти (на полски: Mieczysław Tanty) е полски историк и балканист, специалист по история на Централна, Източна и Югоизточна Европа. Съавтор на монументалния труд „История на южните и западните славяни“ (на полски: Historia Słowian południowych i zachodnich).

## Биография
Мечислав Танти е роден на 19 юли 1928 година в село Добжец (днес част от Калиш) в семейството на Ева и Вавжинец Танти. Завършва търговския лицей в Калиш. През 1949 година се записва да учи история в Лодзкия университет. След две години се премества във Варшавския университет, където довършва обучението си и през 1955 година започва работа в Историческия институт на университета.
През 1962 година защитава докторска дисертация с название „Славянският конгрес в Москва през 1867 година“ (на полски: Zjazd słowiań-ski w Moskwie w roku 1867). Наред с преподавателската и научна дейност заема и редица ръководни длъжности в университета. В периода 1979 – 1980 година е гост-професор в Канзаския университет. През 1988 година получава титлата „професор“.
Мечислав Танти умира на 22 април 2015 година.

## Научни трудове
- Konflikty bałkańskie w latach 1878 – 1918 (1968)
- Rosja wobec wojen bałkańskich 1912 – 1913 (1970)
- Historia Słowian południowych i zachodnich (1977) – в съавторство с Йежи Сковронек и Тадеуш Вашилевски
- Bosfor i Dardanele w polityce mocarstw (1982)
- Bałkany w XX wieku. Dzieje polityczne (2003)
- Słowianie południowi i zachodni VI–X X w. (2005)